# Місіратов Арслан Едемович
Місіратов Руслан (Арслан) Едемович (нар. 6 березня 1982 року, Крим, Україна) — ветеран російсько-української війни, громадський діяч кримсько-татарського народу, український підприємець, перебуває у міжнародному розшуку за поданням російської федерації як терорист.

## Освіта
У 2004 році закінчив Кримський державний індустріально-педагогічний університет. Спеціальність: інженер. 
У 2005 році закінчив Національний юридичний університет імені Ярослава Мудрого. Спеціальність: правознавство.

## Участь у російсько-українській війні
З 2014 року Арслан Місіратов бере участь у збройній відсічі російської агресії на території України. Проходив службу у наступних підрозділах: 9 батальйон спецпризначення Правий сектор, Перша окрема штурмова рота Вовки Да Вінчі (батальйон), командир Кримської сотні Правий сектор.
В лютому 2023 року Арслан Місіратов був обраний Головою Кримської республіканської організації Всеукраїнської профспілки військових, працівників правоохоронних органів та учасників бойових дій.